# Panajotis Tachtsidis
Panajotis Tachtsidis (gr. Παναγιώτης Ταχτσίδης, ur. 15 lutego 1991 w Nauplionie) – piłkarz grecki grający na pozycji środkowego pomocnika. Od 2023 roku jest pomocnikem CFR Cluj.

## Kariera piłkarska
Karierę piłkarską Tachtsidis rozpoczynał w klubie AEK Ateny. W 2008 roku awansował do kadry pierwszej drużyny AEK-u. 15 lutego 2009 zadebiutował w greckiej lidze w wygranym 1:0 domowym meczu z AO Trasiwulos Filis i w debiucie zdobył gola. W chwili debiutu stał się najmłodszym zawodnikiem w historii AEK-u. W AEK-u występował do końca sezonu 2009/2010.
W 2010 roku Tachtsidis przeszedł do Genoi. Nie zadebiutował w niej jednak, podobnie jak w Cesenie, do której został wypożyczony jesienią 2010. Wiosną 2011 wypożyczono go do US Grosseto, w którym swój debiut zanotował 12 marca 2011 w zwycięskim 3:2 domowym meczu z Pescarą Calcio. W Grosseto grał do końca sezonu 2010/2011.
W 2011 roku Tachtsidis został wypożyczony do Hellas Werona. W Hellasie swój debiut zaliczył 31 sierpnia 2011 w wygranym 2:1 wyjazdowym meczu z SS Juve Stabia. W Hellasie był podstawowym zawodnikiem.
W lipcu 2012 roku Tachtsidis został zawodnikiem AS Roma. Podpisał z tym klubem pięcioletni kontrakt i kosztował 2,5 miliona euro. W Romie swój ligowy debiut w Serie A zanotował 2 września 2012 w wyjazdowym meczu z Interem Mediolan (3:1).
| Sezon   | Klub            | Kraj   | Rozgrywki   | Mecze | Bramki |
| ------- | --------------- | ------ | ----------- | ----- | ------ |
| 2008/09 | AEK Ateny       | Grecja | Superlague  | 8     | 1      |
| 2009/10 | AEK Ateny       | Grecja | Superlague  | 9     | 1      |
| 2010/11 | AC Cesena       | Włochy | Serie B     | 0     | 0      |
| 2010/11 | US Grosseto     | Włochy | Serie B     | 8     | 0      |
| 2011/12 | Hellas Werona   | Włochy | Serie B     | 37    | 2      |
| 2012/13 | AS Roma         | Włochy | Serie A     | 21    | 1      |
| 2013/14 | Calcio Catania  | Włochy | Serie A     | 12    | 0      |
| 2013/14 | Torino FC       | Włochy | Serie A     | 11    | 1      |
| 2014/15 | Hellas Werona   | Włochy | Serie A     | 34    | 3      |
| 2015/16 | Genoa           | Włochy | Serie A     | 24    | 2      |
| 2016/17 | Cagliari Calcio | Włochy | Serie A     | 26    | 0      |
| 2017/18 | Olympiakos SFP  | Grecja | Superleague | 17    | 0      |
| 2018/19 | US Lecce        | Włochy | Serie B     | 17    | 0      |
| 2019/20 | US Lecce        | Włochy | Serie A     | 28    | 0      |
| 2020/21 | US Lecce        | Włochy | Serie B     | 17    | 1      |

## Kariera reprezentacyjna
Tachtsidis grał w młodzieżowych reprezentacjach Grecji na szczeblu U-19 i U-21. Z kolei 14 listopada zadebiutował w reprezentacji Grecji w wygranym 1:0 towarzyskim meczu z Irlandią.